# La Val
La Val (Duits: Wengen, Italiaans: La Valle) is een gemeente in de Italiaanse autonome provincie Zuid-Tirol, gelegen in het Val Badia (Duits: Gadertal). De gemeente heeft een oppervlakte van 39,0 km² met circa 1250 inwoners (2018).
La Val ligt in het Ladinische taalgebied: van de bevolking spreekt ± 97% Ladinisch, 2% Duits en 1% Italiaans.

## Kernen
- San Senese (Sankt Genesius, San Genesio)
- Pidrô (Pederoa)

## Afbeeldingen

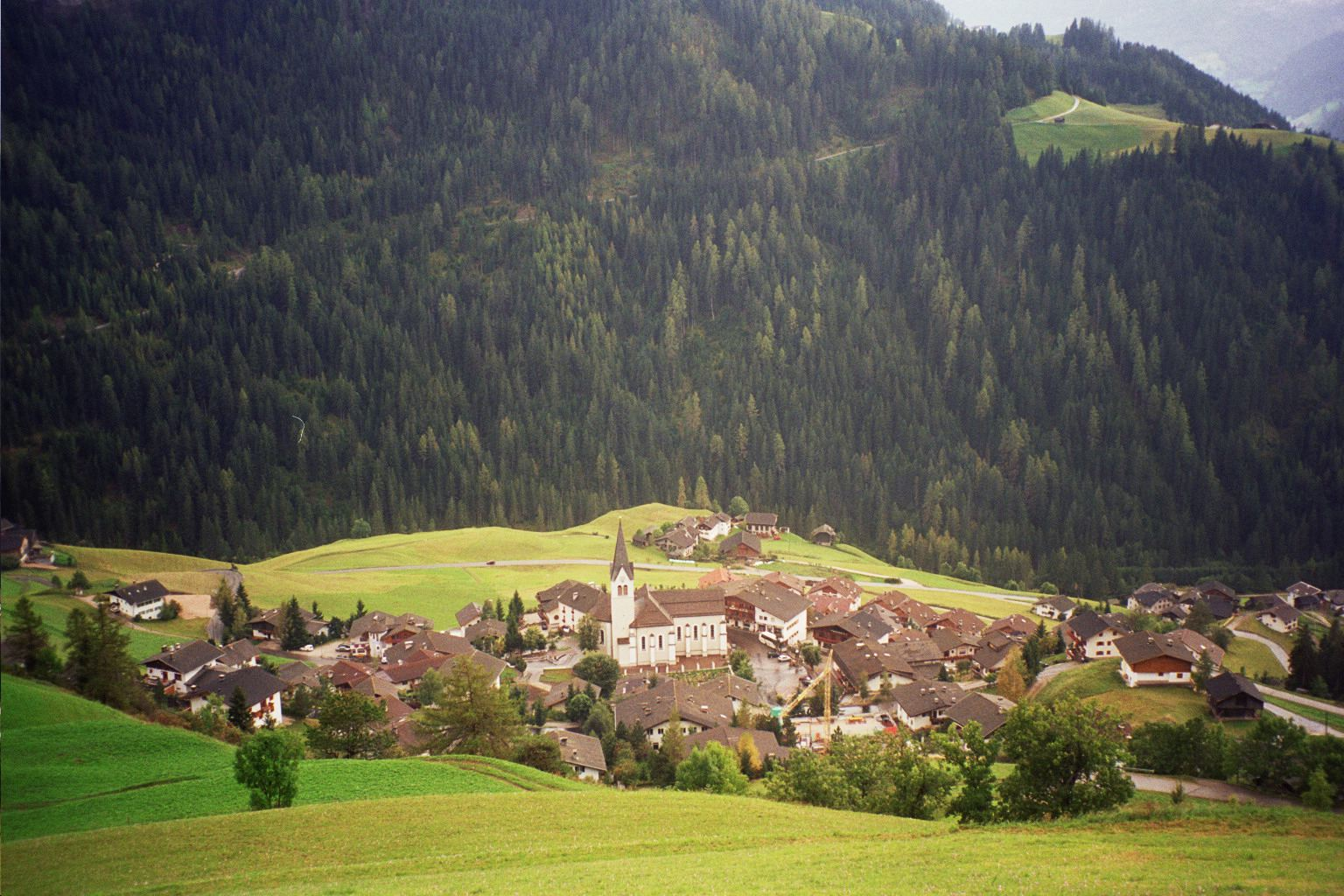
Zicht op La Val
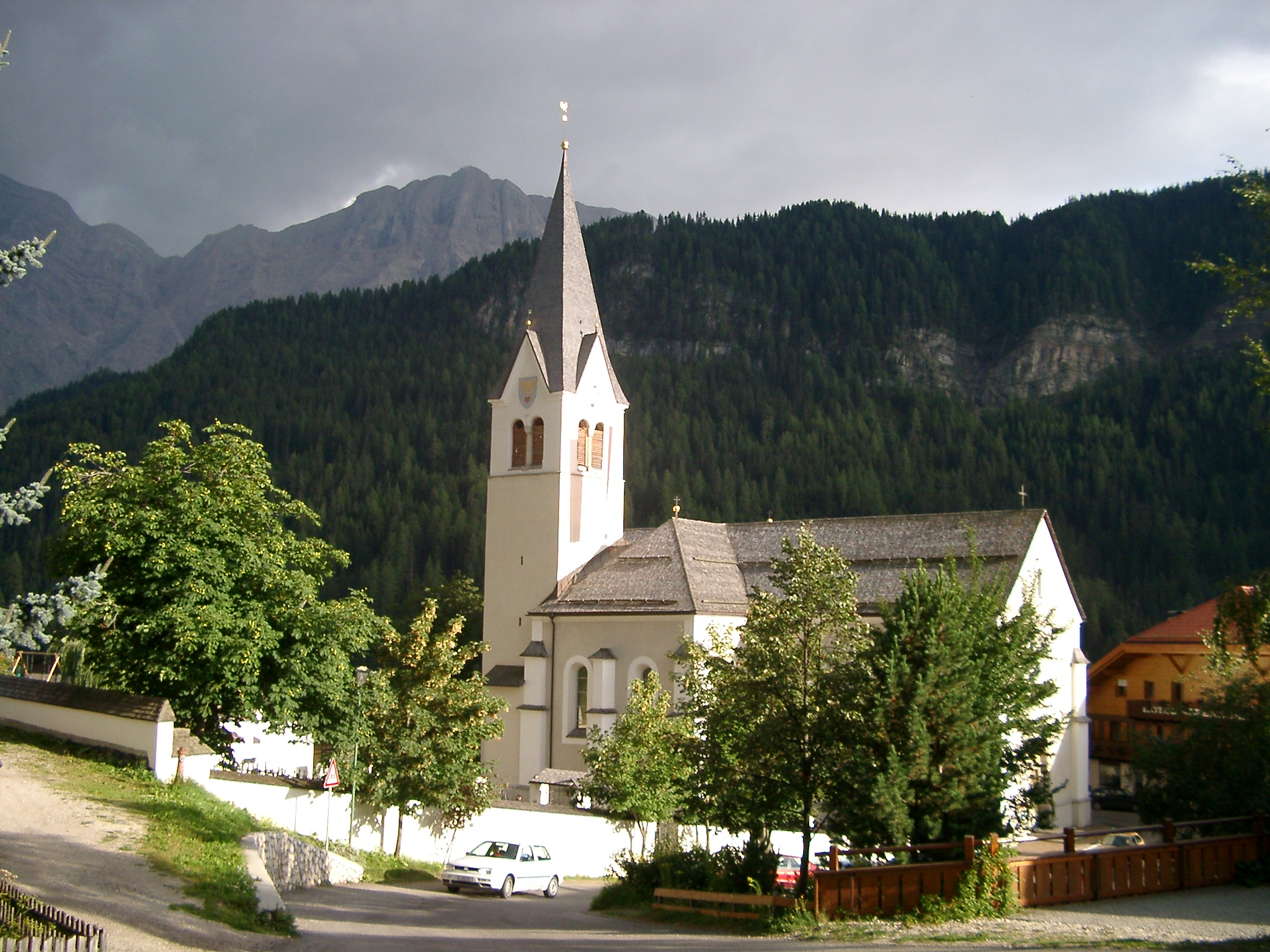
De kerk van La Val